# ماریان ایهالاینن
ماریان ایهالاینن (انگلیسی: Marianne Ihalainen؛ زادهٔ ۲۲ فوریهٔ ۱۹۶۷) بازیکن هاکی روی یخ اهل فنلاند است.